# Brześć Kujawski (gmina)
Cet article possède un paronyme, voir Brest (homonymie).
Brześć Kujawski est une gmina mixte du powiat de Włocławek, Couïavie-Poméranie, dans le centre-nord de la Pologne. Son siège est la ville de Brześć Kujawski, qui se situe environ 12 km au sud-ouest de Włocławek et 52 km au sud de Toruń.
La gmina couvre une superficie de 150,44 km2 pour une population de 11 066 habitants.

## Géographie
La gmina est bordée par la ville de Włocławek et les gminy de Bądkowo, Lubanie, Lubraniec, Osięciny et Włocławek.